# Олде Хёвел, Ваутер
Ваутер Олде Хёвел (нидерл. Wouter olde Heuvel, МФА: [ˈwʌutər ˈɔldə ˈɦøːvəl], род. 18 августа 1986, Лоссер, Нидерланды) — нидерландский конькобежец, чемпион мира в командной гонке (2008, 2009), серебряный призёр чемпионатов мира среди юниоров (2005 и 2006), рекордсмен мира среди юниоров.